# Departamento de asuntos archivados
Departamento de asuntos archivados (Título original: Le Service des affaires classées) es una serie de televisión franco-canadiense. Consta de 13 episodios de 26 minutos y fue creada según una colección de novelas de Roy Vickers y llegó a la pequeña pantalla a partir del 27 de junio de 1970, por el segundo canal de la ORTF. TVE emitió la serie por el primer canal a mediados de 1978, los viernes a las 11 de la noche. Tras finalizar la emisión de todos los episodios, ese espacio quedó cubierto con la emisión de la serie Errores judiciales (Erreurs judiciaires) de la misma productora francesa.

## Argumento
Un crimen nunca es perfecto. Éste era su lema de presentación. En cada episodio se analiza un crimen, en varias fases bien definidas: presentación de los personajes: sus relaciones, profundizando en aspectos psicológicos; luego expone los motivos del criminal y cómo éste intenta cometer el crimen perfecto. A continuación analiza los cambios en la vida del criminal y las pistas que busca la policía. Finalmente, muestra por qué la policía descubre el caso. Cada episodio se despedía con una voz en off: ... El caso x quedó definitivamente archivado.

## Reparto
- Benoît Girard: Tarrant, inspector principal
- Roger Pelletier: Ascain, inspector adjunto
- Marcel Bozzuffi
- Michel Creton
- Jacques Duby
- Mary Marquet
- Mario Pilar : el comisario Thonon (episodio "el neceser de Concha")
- Jacques Verlier

## Episodios
1) ESTA POBRE GERTRUDIS (14-4-1978)
La solterona del pueblo, Gertrudis, ha sido por dos veces plantada cuando iba a casarse. Un viejo amigo le propone matrimonio, pero surge un pequeño incidente y él decide romper el compromiso. Gertrudis, furiosa ante el hecho y temiendo volver a ser nuevamente el hazmerreír del pueblo, decide matarle de acuerdo a un plan perfectamente estudiado. Pero una simple sortija será su perdición.
2) UNA ESCOPETA DE LARGO ALCANCE (21-4-1978)
El episodio narra el caso de una esposa, antigua agente de seguros, que para hacerse rica, cobrando el importe de una póliza de seguro de vida, planea y realiza el asesinato de su marido.
3) LAS SOLITARIAS (28-4-1978)
A pesar de los consejos de su tía, con la que vive desde niña, una joven se casa con el hombre que quiere. Su dominante y egoísta familiar le había advertido a éste que nunca sería feliz con la chica. Efectivamente, ella acaba despreciándole y él le da muerte en un arrebato de ira. El caso ofrece varios puntos oscuros, pero un libro que el viudo ofrece a la tía como regalo de cumpleaños acaba por delatarlo.
4) UNA POSIBILIDAD ENTRE UN MILLÓN (12-5-1978)
Tentado por la posibilidad de mejorar su posición económica, George Marteu planea el asesinato de su joven amante, para casarse con una mujer mayor y pudiente. Con este fin conduce a la joven a la finca en que vive esta señora, que se encuentra ausente, y le da muerte.
5) EL CILICIO (19-5-1978)
Annie, que es la secretaria de un importante hombre de negocios, es la primera sorprendida cuando su jefe, Edouard Bracieux, le propone matrimonio. Una vez casados, salta a la vista que sus caracteres son incompatibles. Sus choques son frecuentes. Annie no consigue adivinar el motivo de esta situación y es un amigo de ambos esposos, Valard, quien finalmente le abre los ojos. Annie, desengañada, decide matar a su marido.
6) El BAÚL DE LOS RECUERDOS (26-5-1978)
Dos amigos de la infancia trabajan juntos en una empresa de inversiones. Uno de ellos ha falsificado unos documentos y el otro se entera. Le ofrecen una participación del 50 por 100 de los beneficios, pero cuando van a buscar algunos valores que, según el falsificador, están enterrados en un cofre donde guardaban sus tesoros de pequeños, da muerte a su compañero.
7) ATRAPADOS (2-6-1978)
Marguerite, joven de buena posición, hija de un acaudalado comerciante, se casa con un individuo sin ningún tipo de escrúpulos que termina involucrando a su joven esposa en todas sus fechorías. La muchacha no puede soportar por más tiempo la situación y, simulando un robo en su casa, da muerte a su marido.
8) MARION (9-6-1978)
Un matrimonio se pone de acuerdo para fingir la desaparición de la esposa. Lleva a cabo la operación, que les sale bien, y a continuación el marido escribe un libro de gran aceptación y acredita una conocida marca de alimentos para perros. Sin embargo, embriagado por el éxito obtenido, acaba por matar a su propia esposa.
9) POLVO EN LOS OJOS (16-6-1978)
Este episodio cuenta el proceso de esclarecimiento del asesinato cometido por un hombre en la persona de su amante, por medio de una carta no abierta y polvos en el revólver.
10) LA DICHA PERFECTA (23-6-1978)
Un hombre aparece ahorcado. Todo parece indicar que se trata de un suicidio, aunque más tarde se demuestra que el muerto ha sido víctima de un hombre humillado por su esposa y el amante de ésta. Todo el caso se descubre por un reloj que el muerto llevaba en la muñeca.
11) EL NECESER DE CONCHA (30-6-1978)
Un individuo que mantiene relaciones amorosas con su secretaria, al verse chantajeado por ella, decide asesinarla. La entierra en el jardín de su casa y es descubierto ante la policía por su propia esposa.
12) El ENEMIGO INTIMO (7-7-1978)
Una noche tiene lugar un incendio en un internado para muchachos, del que todos los internos salen indemnes, excepto uno que sufre grandes quemaduras en la cara, sin que su amigo Jacques Dabreau pudiera hacer nada por evitarle las quemaduras. Pasan los años y Dabreau se convierte en un médico famoso, que continua ayudando a su amigo, pero éste alberga todavía odio en su corazón hacia el amigo por lo ocurrido. Dabreau, por su parte, sufre depresiones nerviosas.
13) UN PERRO DE SU PERRA (14-7-1978)
Dennis, un ingeniero industrial, recibe un duro golpe cuando Laura, de la que está enamorado, se casa con su amigo André. Cuatro años después, los dos amigos vuelven a encontrarse casualmente. Laura ha muerto y André le pide a Dennis que le devuelva el pasaporte que conserva de Laura, como recuerdo de ella. En casa de Dennis, André habla despectivamente de su amor por Laura. Dennis, en un arrebato de cólera, le mata.

## Nota
Todas las fechas corresponden a su emisión por TVE. Fuente: revista Teleprograma.